# Muzeum Nurkowania

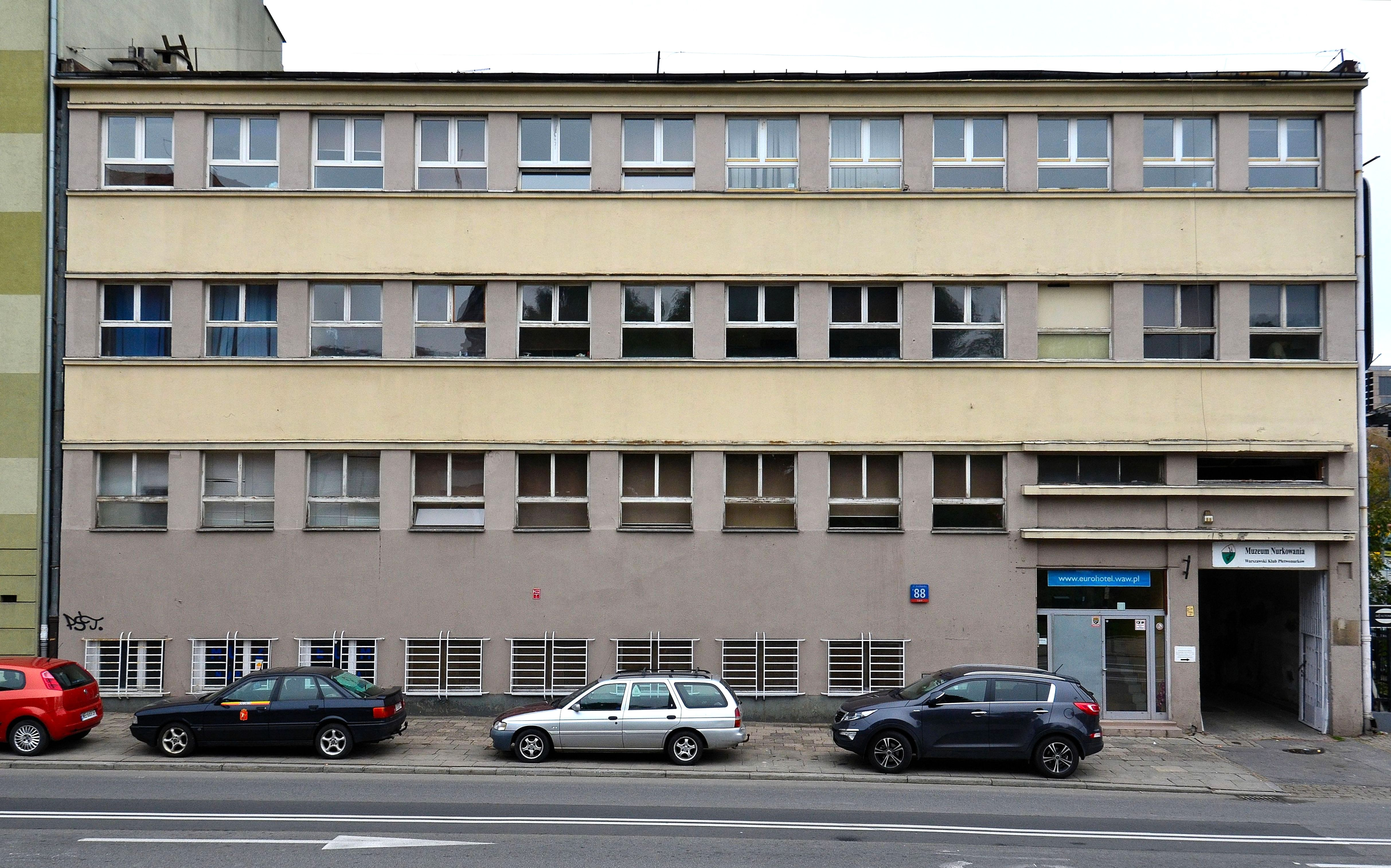
Budynek dawnego Laboratorium chemiczno-farmaceutycznego „Asmidar” przy ul. Grzybowskiej 88, siedziba Muzeum Nurkowania

Muzeum Nurkowania – muzeum utworzone przy Warszawskim Klubie Płetwonurków znajdujące się przy ul. Grzybowskiej 88 w Warszawie. 

## Historia
Muzeum powstało z inicjatywy Kariny Kowalskiej z Warszawskiego Klubu Płetwonurków. Jest jedyną placówką tego typu w Polsce i jedną z nielicznych w Europie. 
Otwarcie muzeum 27 lutego 2006 zainaugurowało obchody 50-lecia Warszawskiego Klubu Płetwonurków. Muzeum mieści się w siedzibie Klubu, w piwnicy przedwojennego budynku dawnego Laboratorium chemiczno-farmaceutycznego „Asmidar” wzniesionego w latach 1930−1931.
W 2008 brytyjskie Stowarzyszenie Miłośników Historii Nurkowania (The Historical Diving Society) przyznało warszawskiemu muzeum nagrodę The Nautiek Award.

## Eksponaty
Muzeum gromadzi zbiory związane z historią i techniką nurkowania oraz archeologią podwodną. Wśród eksponatów są m.in.:
- hełm nurka klasycznego z 1895 (najstarszy eksponat w muzeum)
- aparat mieszankowy niemieckiej firmy Dräger
- buty, ciężarki piersiowe oraz bielizna używana przez nurków klasycznych
- pompa angielskiej firmy Siebe, Gorman & Co (ok. 1943)
- skafandry i aparaty ratunkowe (tzw. aparaty ucieczkowe) dla załóg okrętów podwodnych
- rebreathery
- radziecki skafander UGK wykorzystywany m.in. do nurkowania w wodach Arktyki
- polski skafander Foka z bezprzewodową łącznością podwodną z lat 70. XX wieku
- podwodna kamera filmowa firmy Paillard Bolex z 1961
- płetwa paskowa „Barakudas” znaleziona w Jaskini Zimnej (najstarsza płetwa w zbiorach muzeum)
- sztućce i porcelana z 1941 wydobyta w latach 60. XX wieku z wraku niemieckiego U-Boota
- kusze do polowań pod wodą, w tym m.in. kusza należąca do Leonida Teligi, którą żeglarz zabrał ze sobą w samotny rejs dookoła świata na jachcie Opty
- kości z kręgosłupa wieloryba oraz ząb megalodona.

Większość z ok. 800 zgromadzonych eksponatów stanowią dary oraz przedmioty pochodzące z prywatnych kolekcji członków i sympatyków Klubu.
Muzeum organizuje także wystawy czasowe, cykliczne spotkania i pokazy filmów.